# Anders Piimänen
Anders Piimänen, född 1712, död 1775 i Åbo, var timmermansämbetets ålderman i Åbo.
Anders Henriksson Piimänen var son till stadstimmermannen i Åbo Henrik Larsson Piimänen. Han antogs 1737 som dräng hos stadens timmermän och då timmermansämbetet 1745 grundades i Åbo valdes han till bisittare i skrået. Under hans tid som ålderman 1756-1763 indelades medlemmarna i mästare och gesäller. Själv fick han sitt mästarbrev 1759 och därefter burskap i staden. Han var också en skicklig murare och hade troligen gått i lära hos Samuel Berner och Christian Friedrich Schröder. 
Då Berner avled 1759 övertog Piimänen hans uppdrag att reparera Ekenäs kyrkas torn som blev färdigt 1762. Samma år byggde han stenkyrkan i Kangasala och 1764 ledde han reparationerna av stenkyrkan i Vittis. Han arbetade också i Åbo domkyrka och utsågs till ansvarig byggmästare där år 1756.
Piimänen är mest känd för sina träkyrkor. Han uppförde 1753 en korskyrka i Bromarv och 1755 en kyrka av samma typ i Dragsfjärd. Han anses ha skapat den sydvästfinska långkyrkan. Den första kyrkan av det slaget var S:t Mårtens kyrka från 1765. År 1759 uppmanades församlingarna genom ett kungligt brev att undvika separata klockstaplar vid kyrkobyggen. Samma år bestämdes att kyrkoritningar skulle godkännas av Överintendentsämbetet. I S:t Mårtens anslöts klockstapeln till kyrkans västgavel och försågs med en lökkupol. Piimänens ritningar godkändes inte men församlingen byggde ändå enligt dem. Resultatet var en långkyrka med två lägre, smala sidoarmar. I väster ansluter sig ett med lökkupol försett klocktorn via ett smalt utsprång till långhuset. S:t Mårtens kyrka blev en förebild i regionen under omkring tjugo år. Han byggde klocktorndelen med lökkupol över vapenhuset i Kumlinge kyrka 1767 och en klockstapel med lökkupol i Ruovesi år 1772. Samma år byggde han kyrkan i Vichtis som numera är ombyggd och år 1775 en långkyrka i Längelmäki enligt samma modell som S:t Mårtens. Hans sista arbete var ritningarna till en kyrka i Säkylä, som uppfördes av hans son och efterträdare Mikael Piimänen (Hartlin).

## Bildgalleri

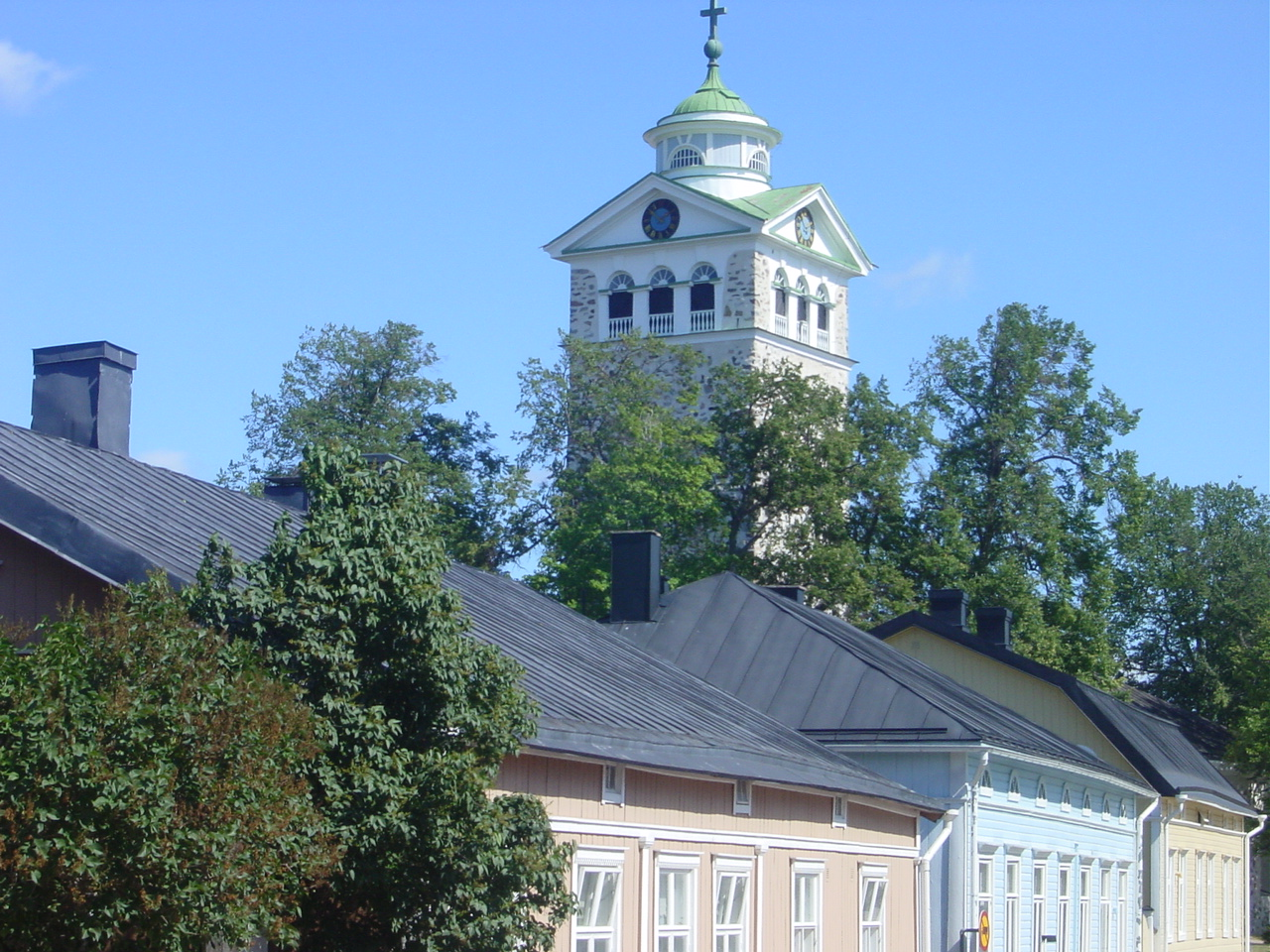
Ekenäs kyrka
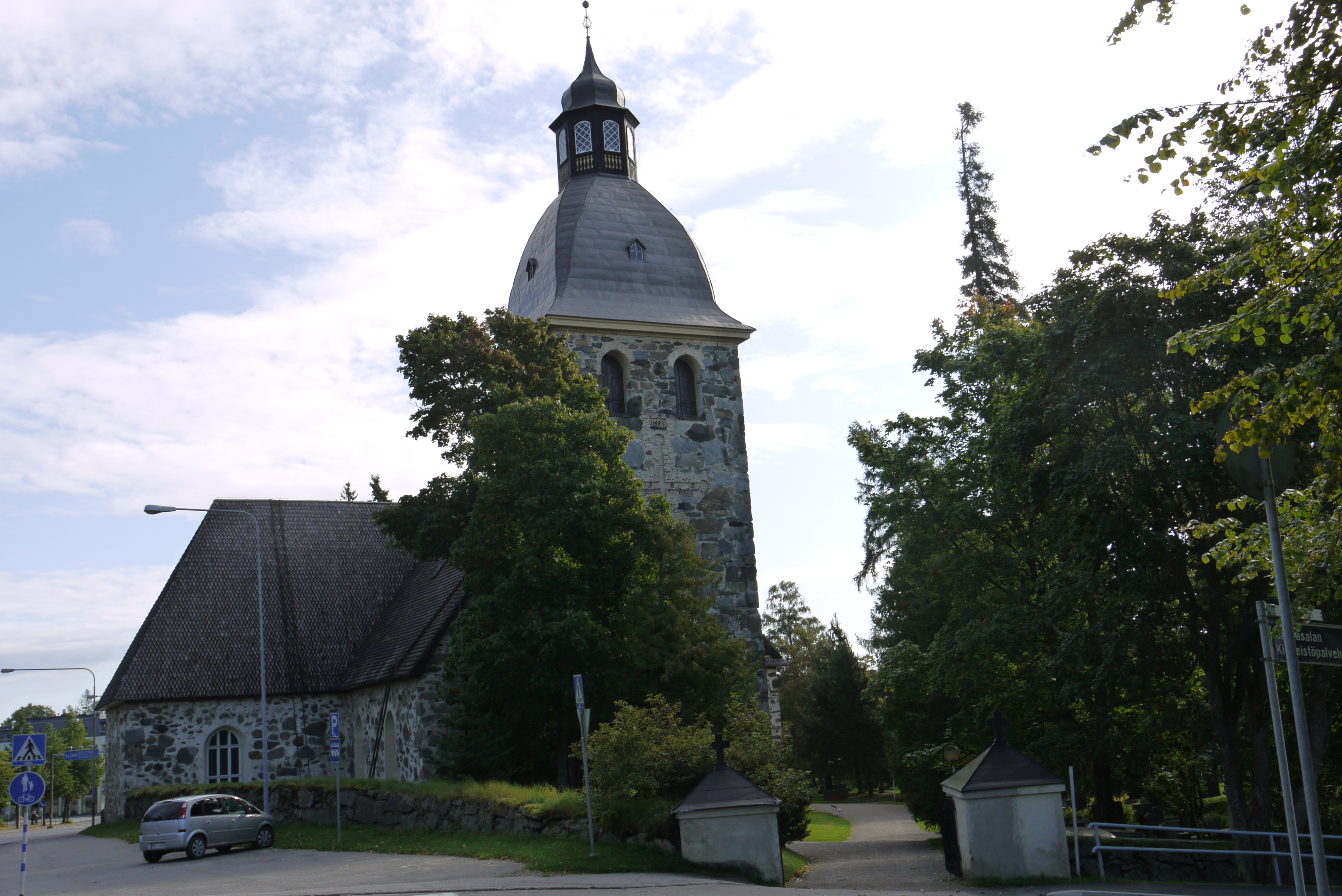
Kangasala kyrka
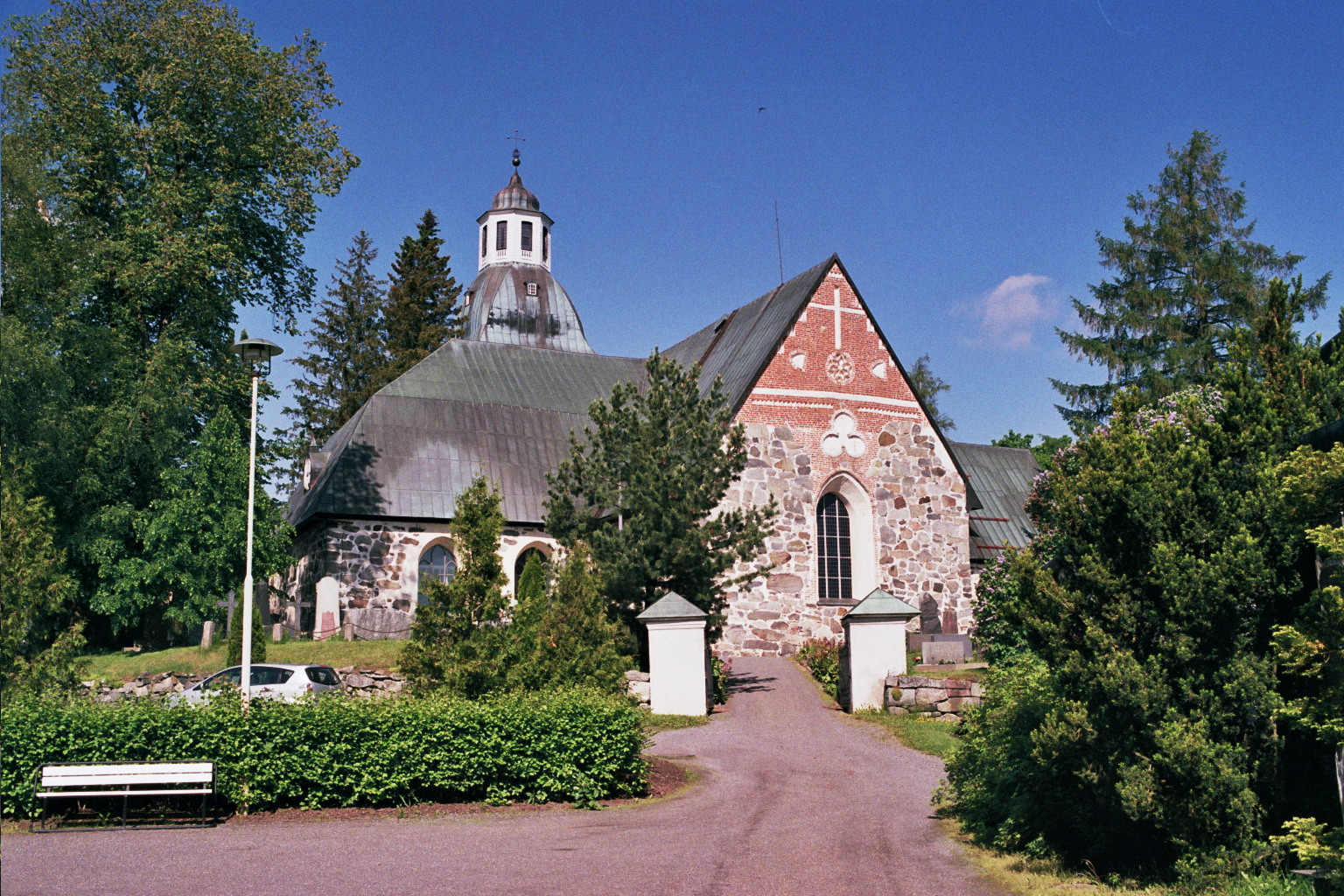
Vittis kyrka
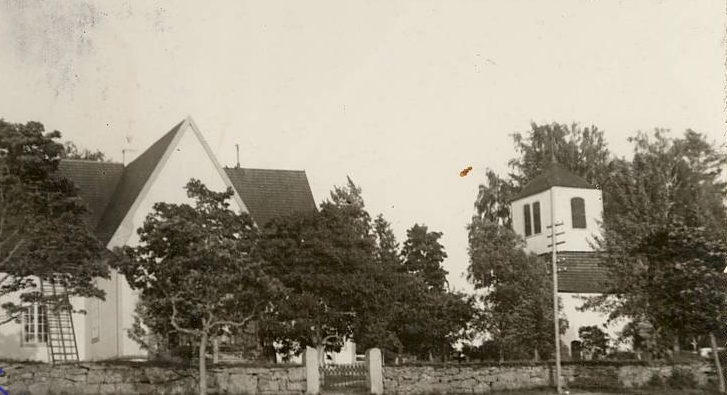
Bromarvs kyrka före 1979
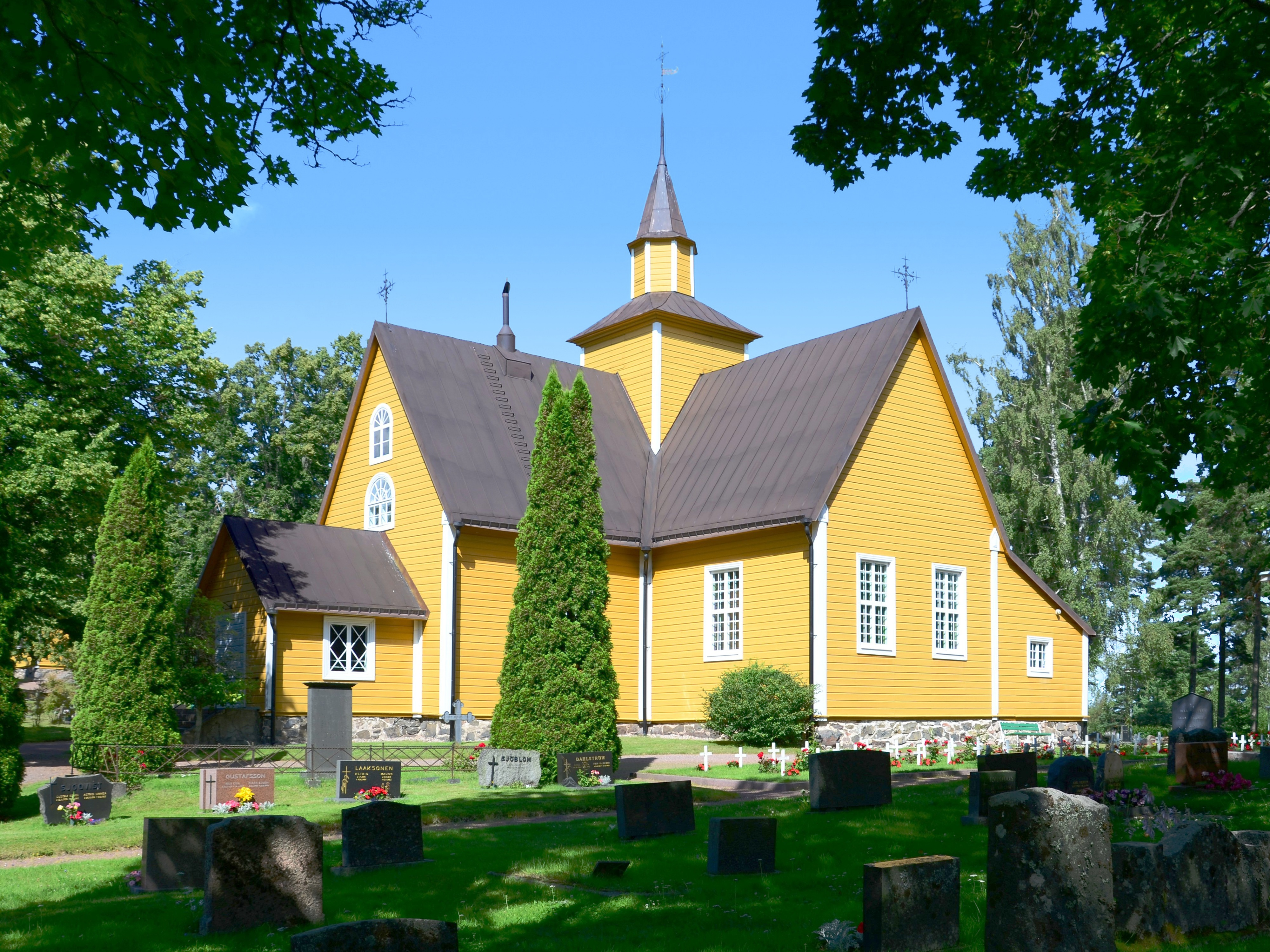
Dragsfjärds kyrka

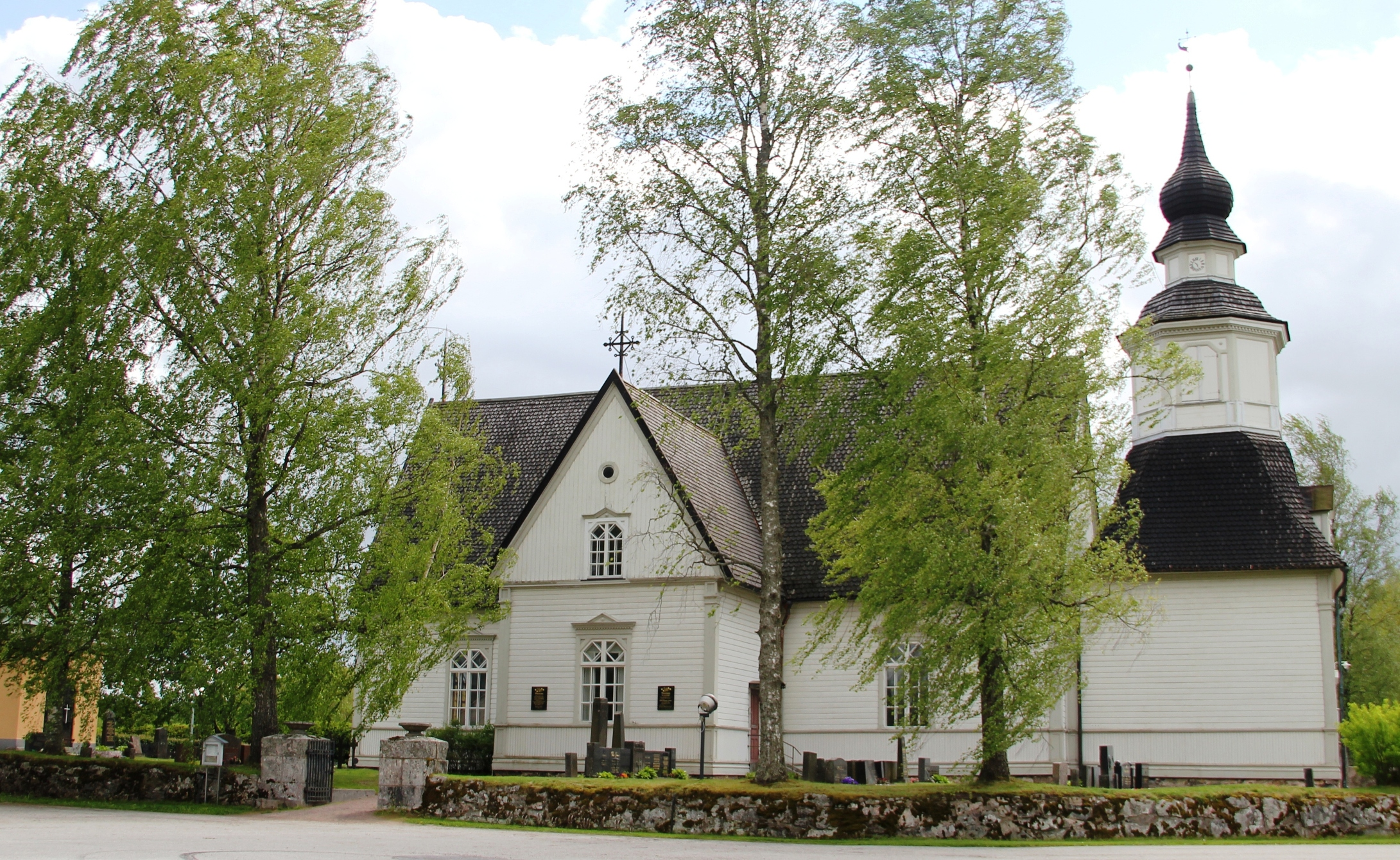
S:t Mårtens kyrka
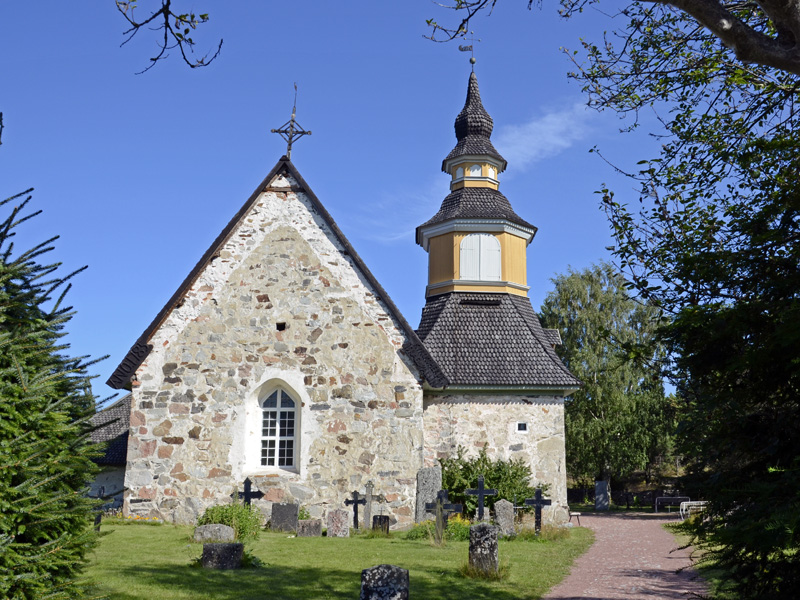
Kumlinge kyrka från väster
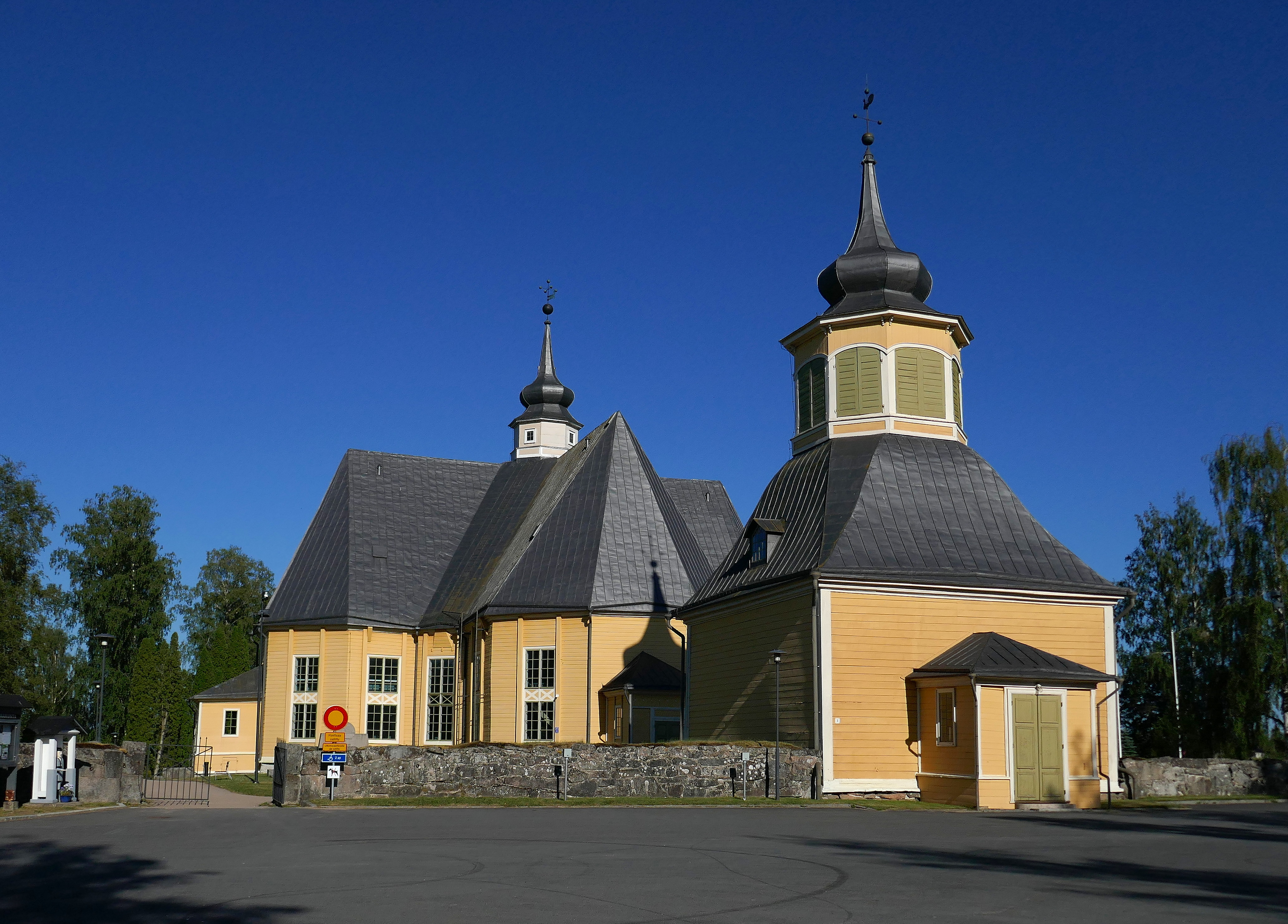
Ruovesi klockstapel
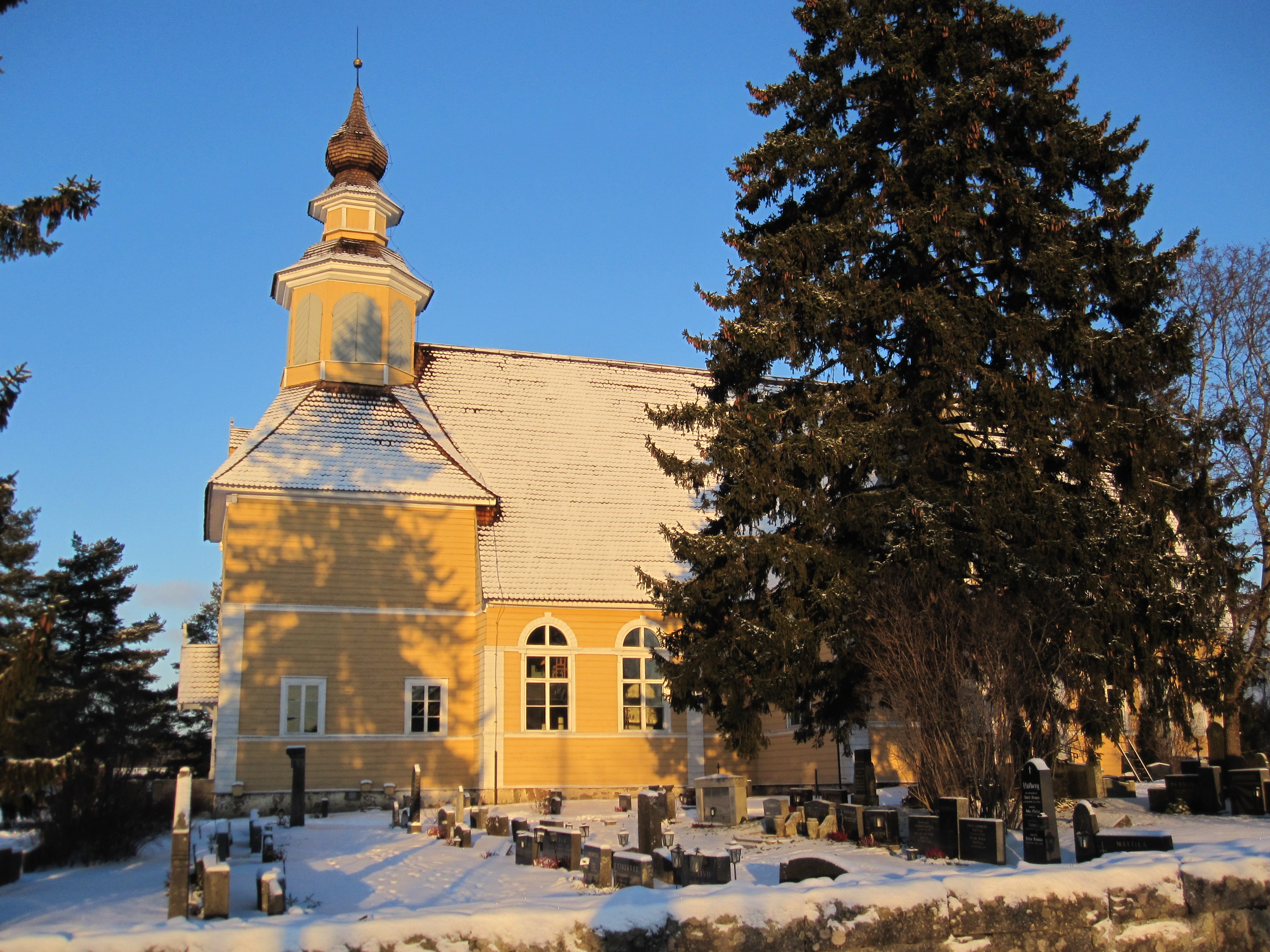
Längelmäki kyrka
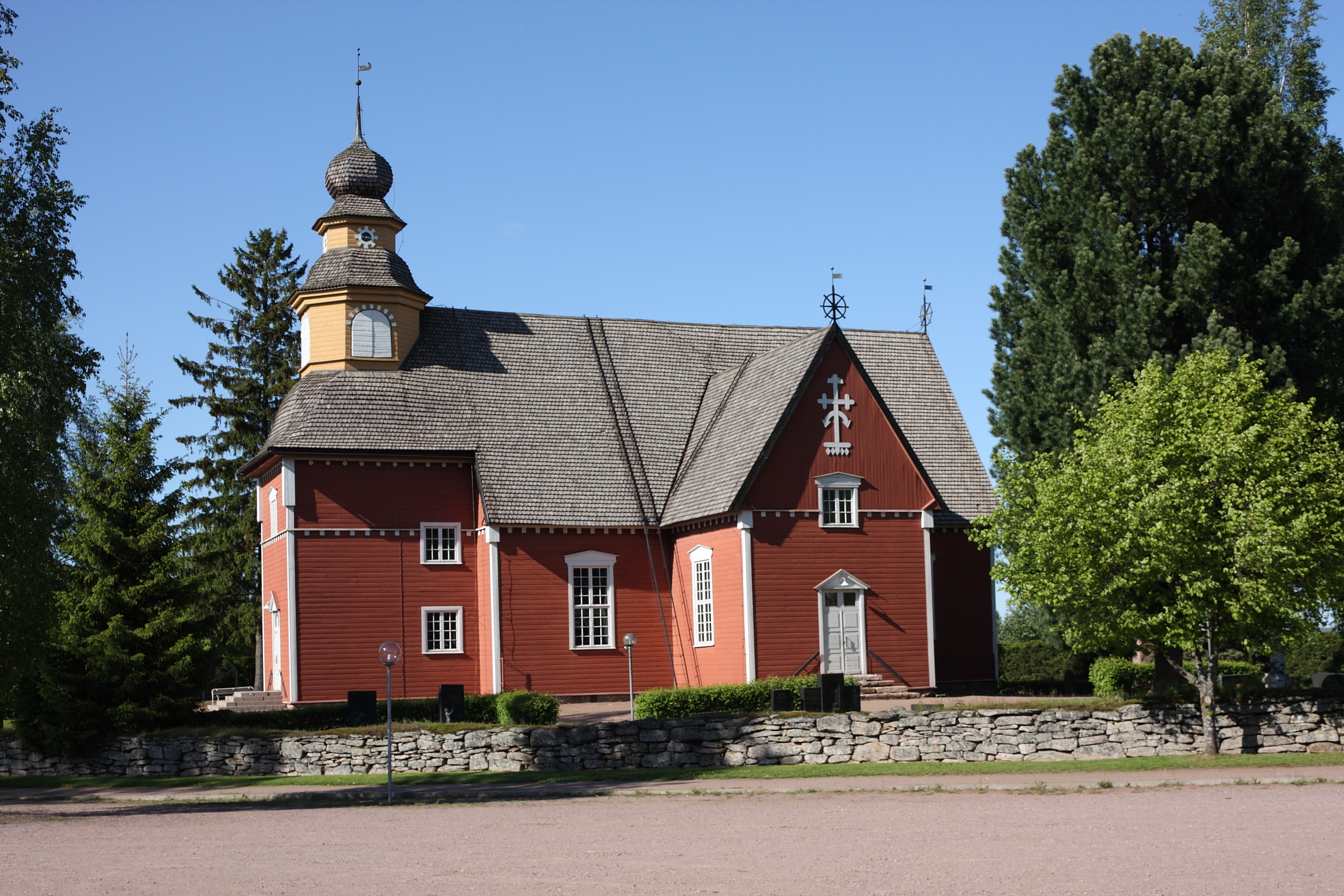
Säkylä kyrka